# Chiesa di Santa Lucia (Matera)
La chiesa di Santa Lucia, anche chiamata chiesa di Santa Lucia alla Fontana e pure chiesa di Santa Lucia e Sant'Agata alla Fontana, è una chiesa rettoria di Matera, in Basilicata. Il tempio appartiene all'arcidiocesi di Matera-Irsina e risale al XVIII secolo.

## Storia

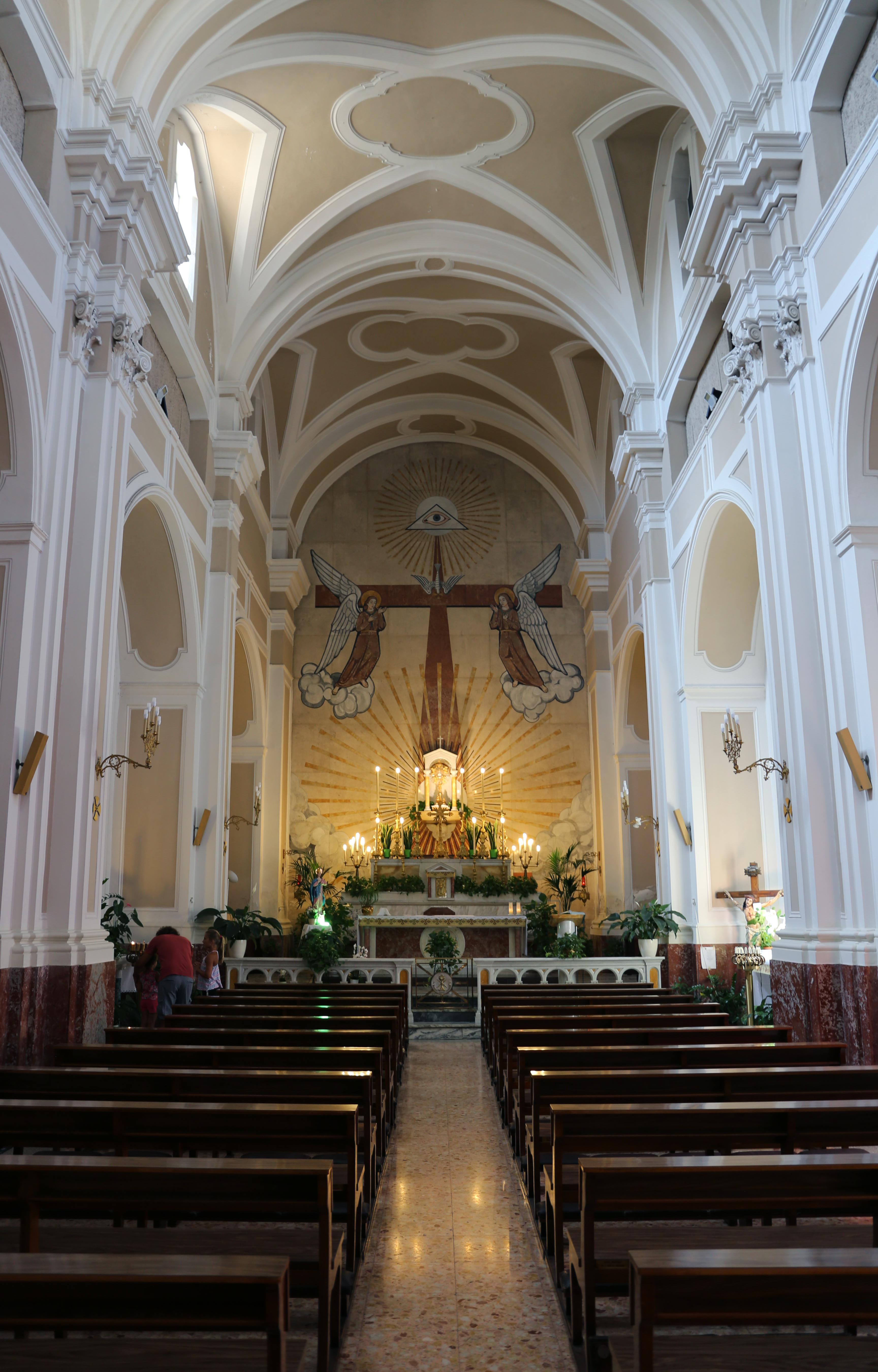
Interno

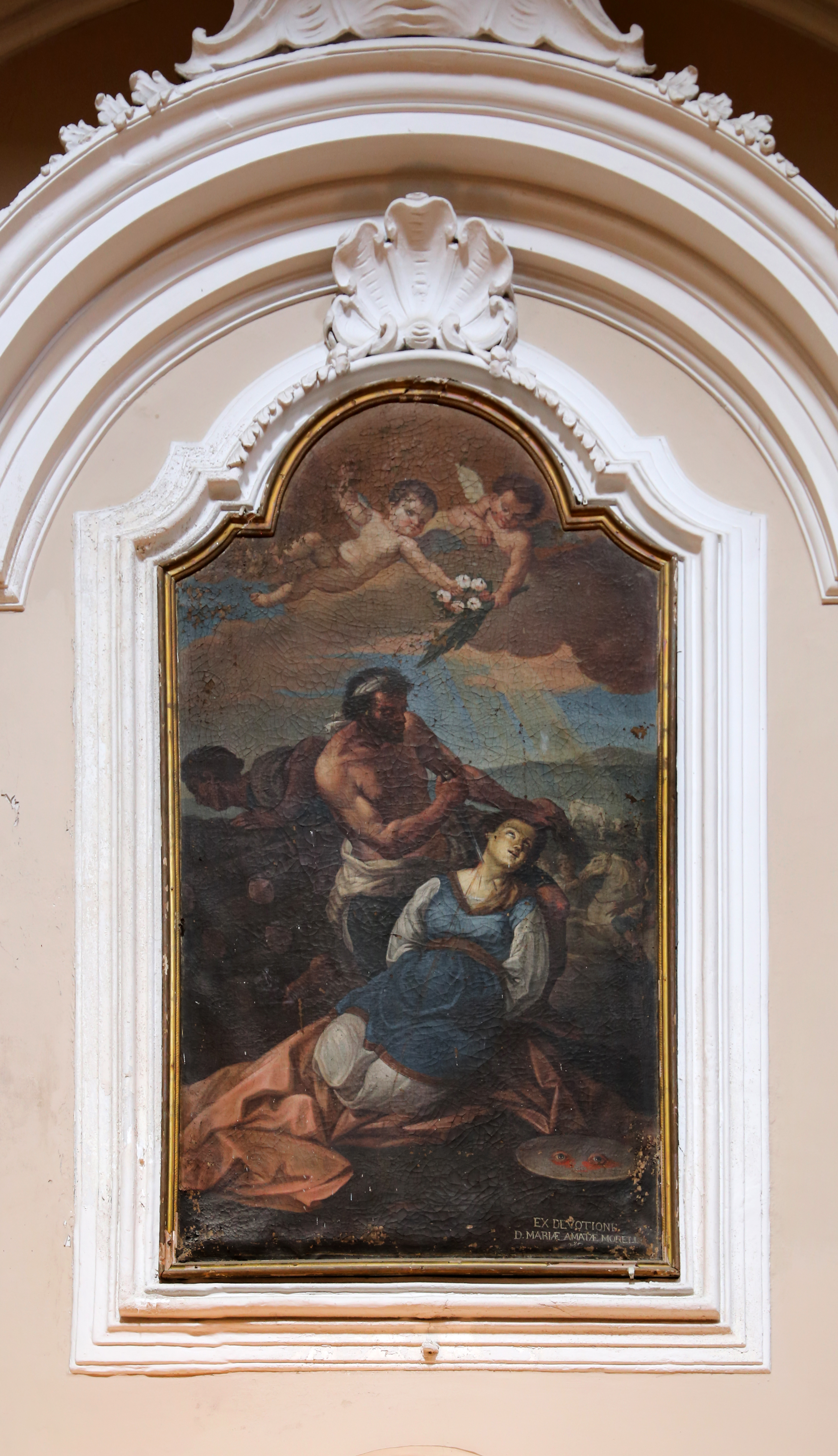
Martirio di Santa Lucia, XVIII secolo

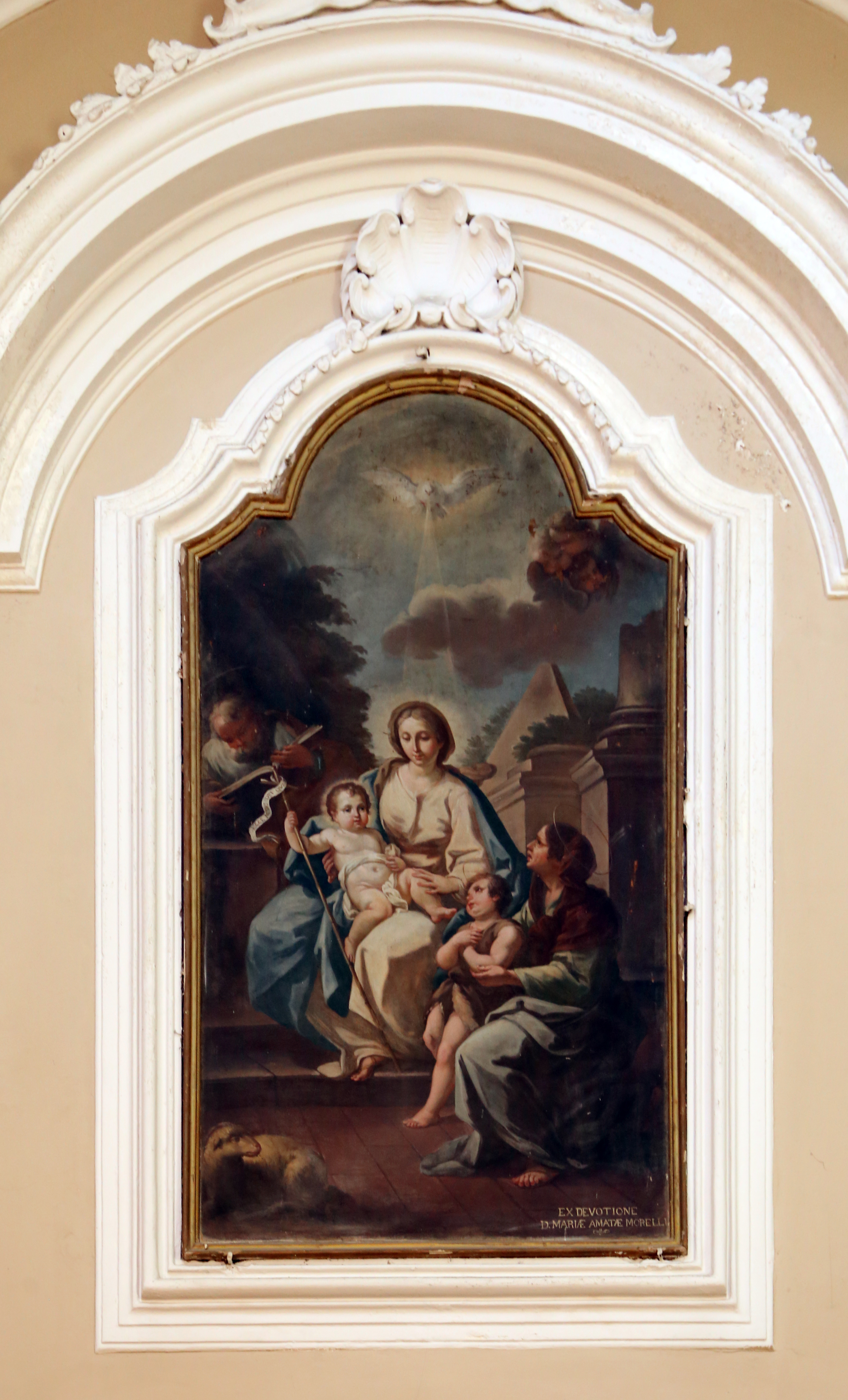
Sacra Famiglia con Sant'Elisabetta e San Giovannino, XVIII secolo

La chiesa venne realizzata attorno al 1700 quando le monache, che dal 1283 avevano utilizzato la chiesa con monastero di Santa Lucia alla Civita, lasciarono quel complesso. Santa Lucia alla Civita è collocato su di una roccia dentro la città, sulla porta cittadina orientale, e le monache decisero di lasciare quel luogo per le difficoltà che incontravano nella loro permanenza. La primitiva chiesa inoltre era stata demolita e rimaneva solo il monastero, anche se questo è ancora in buono stato di conservazione.
Il nuovo complesso religioso, composto da chiesa e monastero, fu realizzato accanto alla Fontana Ferdinandea. Per questo motivo la chiesa viene chiamata anche Santa Lucia alla Fontana. 
In tempi recenti è stata restaurata la scalinata di accesso alla chiesa.

## Descrizione

### Esterni
La chiesa si trova nel centro storico di Matera tra via del Corso e piazza Vittorio Veneto. Alla facciata monumentale in stile barocco si accede attraverso una scalinata. Il portale è architravato ed è sormontato, in asse, dalla grande finestra rettangolare con conclusione mistilinea che porta luce alla sala.

### Interni
La navata interna è unica con presbierio che lascia ampio spazio alla sala. In seguito all'adeguamento liturgico è stata posta la mensa rivolta al popolo rivestita in marmo al centro dell'area presbiteriale. Il tabernacolo è posto all'interno dell'altare. Tra le opere artistiche degne di attenzione conserva una piccola statua raffigurante San Benedetto e una notevole scultura policroma in marmo che raffigura il Sacro Cuore di Gesù. La parete del presbiterio è arricchita dal grande mosaico in marmo che raffigura la Santissima Trinità.